# 菲謝克山

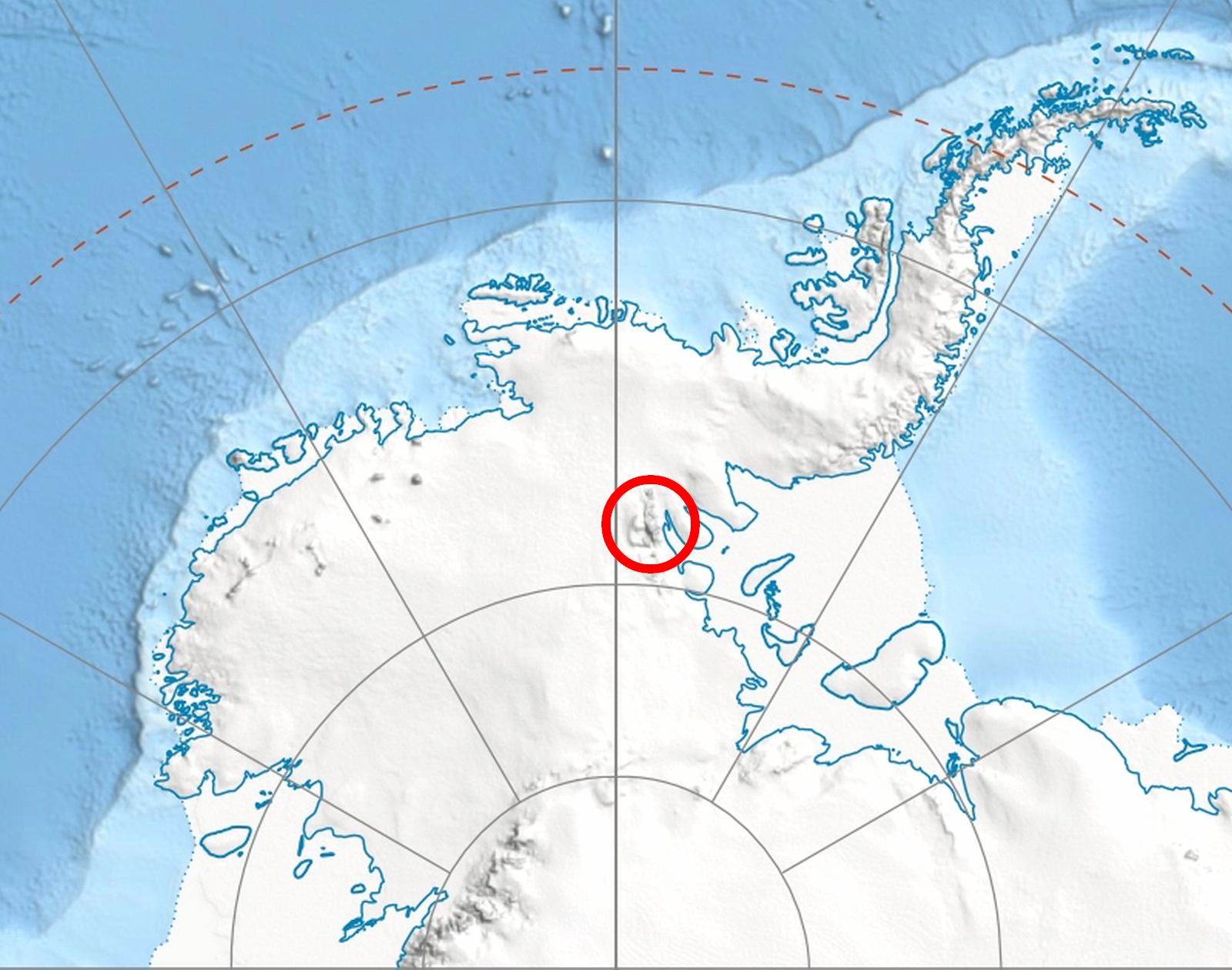

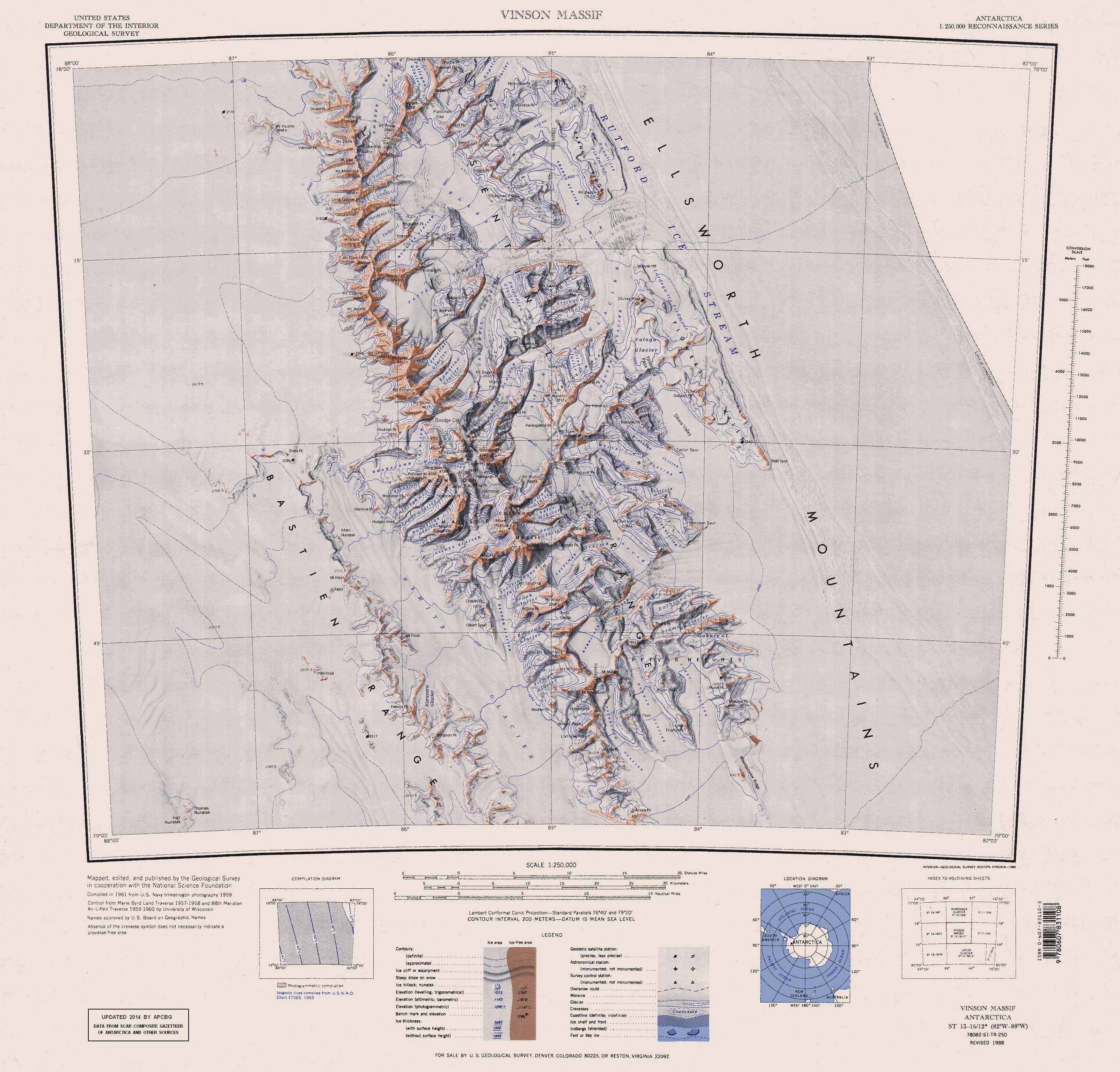

菲謝克山（英語：Mount Fisek），是南極洲的山峰，位於埃爾斯沃思地，處於帕特莫斯峰以北9.6公里、懷爾德穹丘東北面12公里、克萊因山東南面10.84公里和利普塔克山以西22公里，海拔高度2,000米，現時由南極條約體系管理。